# Valerie Amos
Valerie Ann Amos, baronowa Amos, określana jako Lady Amos (ur. 13 marca 1954 w Georgetown, Gujana) – brytyjska polityk, dożywotnia członkini Izby Lordów i była przewodnicząca tej Izby. Pierwsza w historii czarna kobieta, która zasiadła w brytyjskim gabinecie. Członkini Partii Pracy.

## Życiorys
Wykształcenie odebrała w Bexley Technical High School for Girls w Bexleyheath. Następnie rozpoczęła naukę na uniwersytetach w Warwick, Birmingham oraz Uniwersytecie Anglii Wschodniej. W 1995 r. otrzymała honorowy tytuł profesora Uniwersytetu Doliny Tamizy. W 2000 r. została honorowym doktorem prawa uniwersytetu w Warwick, a w 2006 r. analogiczny tytuł na uniwersytecie w Leicester.
Swoją karierę zawodową zaczynała jako urzędniczka odpowiedzialna za sprawy społeczne we władzach lokalnych kilku dzielnic Londynu. W 1989–1994 była dyrektorem wykonawczym ogólnokrajowej Komisji Równych Szans. W 1995 r. została doradczynią rządu Republiki Południowej Afryki do spraw reform społecznych, praw człowieka i równych szans w zatrudnieniu.
W sierpniu 1997 r. otrzymała dożywotni tytuł parowski baronowej Amos of Brondesbury i zasiadła w Izbie Lordów. W latach 1997–1998 była członkiem podkomisji ds. społecznych i edukacji w komisji spraw europejskich. W latach 1998–2001 była jednym z whipów w Izbie. Pełniła także rolę rzeczniczki rządu w Izbie w zakresie spraw społecznych i równouprawnienia kobiet, a następnie także spraw zagranicznych. 11 czerwca 2001 r. została parlamentarnym podsekretarzem stanu w resorcie spraw zagranicznych odpowiedzialnym za kwestie Afryki, Karaibów i Wspólnoty Narodów.
W marcu 2003 r. jako pierwsza w historii czarna kobieta weszła w skład brytyjskiego gabinetu, obejmując resort rozwoju międzynarodowego. Pół roku później Tony Blair zaproponował jej objęcie kierownictwa Izby Lordów, które sprawowała do końca jego rządów w czerwcu 2007 r. Jednocześnie sprawowała funkcję Lorda Przewodniczącego Rady. W 2005 r. była kandydatką Wielkiej Brytanii na szefową UNDP, ale ostatecznie jej kandydatura upadła.
Lady Amos nie weszła w skład gabinetu nowego premiera, Gordona Browna. Brown wystawił natomiast jej kandydaturę na stanowisko specjalnego wysłannika Unii Europejskiej przy Unii Afrykańskiej. Przegrała jednak z belgijskim dyplomatą Koenem Vervake'em. W październiku 2009 r. objęła stanowisko brytyjskiego Wysokiego Komisarza w Australii.